# Brevicipitidae
Los brevicipítidos (Brevicipitidae) son una familia de anfibios anuros compuesta por 5 géneros restringidos al este y el sur del África subsahariana, desde el sur de Etiopía hasta Angola y Sudáfrica. 
El grupo forma un clado (Afrobatrachia) que incluye a las familias Hemisotidae, Hyperoliidae y Arthroleptidae.

## Géneros
Según ASW:
- Balebreviceps Largen & Drewes, 1989 (1 sp.)
- Breviceps Merrem, 1820 (tipo) (16 sp.)
- Callulina Nieden, 1911 (9 sp.)
- Probreviceps Parker, 1931 (6 sp.)
- Spelaeophryne Ahl, 1924 (1 sp.)